# Orthospinus franciscensis
Orthospinus franciscensis är en fiskart som först beskrevs av Eigenmann, 1914.  Orthospinus franciscensis ingår i släktet Orthospinus och familjen Characidae. Inga underarter finns listade i Catalogue of Life.